# Tjärnsundstjärnen
Tjärnsundstjärnen är en sjö i Strömsunds kommun i Jämtland och ingår i Ångermanälvens huvudavrinningsområde.